# Perizoma camptogrammaria
Perizoma camptogrammaria är en fjärilsart som beskrevs av W. Warren 1907. Perizoma camptogrammaria ingår i släktet Perizoma och familjen mätare. Inga underarter finns listade i Catalogue of Life.